# Хроніка одного голодування. 4 з половиною кроки
Хроніка одного голодування. 4 з половиною кроки — двотомне видання Олега Сенцова, куди входить збірка малої прози і тюремний щоденник, який автор вів протягом 145 днів голодування. Книжки написані у в'язниці в Якутії і видані 2020 року «Видавництвом Старого Лева». Оригінальна мова твору російська, переклав на українську Сергій Осока. Дизайн обкладинки Івана Шкоропада.

## Про книжку
«Хроніка одного голодування» — тюремний щоденник, який кремлівський в’язень Олег Сенцов почав вести у травні 2018 року, на третій день після того, як оголосив безстрокове голодування з вимогою звільнити українських політв’язнів. День за днем, протягом 145-ти днів, незважаючи на моральний тиск і фізичне виснаження, дрібним нерозбірливим почерком у зошиті Олег відверто, різко і гранично точно фіксував свої тюремні будні в російській в’язниці, спостереження і думки. Після звільнення автору дивом вдалося вивезти свої записи із Росії. Тепер із «Хронікою одного голодування» може познайомитися і український читач.
«4 з половиною кроки» — збірка малої прози Олега Сенцова, написана в російській тюрмі. Що відчуває людина, вперше потрапивши до в’язниці? Як за товстими стінами й тьмяними вікнами з подвійними ґратами, у тісних і брудних камерах живуть арештанти? Яких правил і законів доводиться дотримуватися, опинившись там? Автор розповідає про життя в’язнів та про обставини, що привели їх у неволю, максимально об’єктивно й відсторонено — не виправдовує, не засуджує, лише засвідчує. Разючі, часом жахливі факти поруч із вивіреними точними деталями створюють переконливе тло, на якому й розгортаються події чиїхось життів. Автор здебільшого не робить висновків — він залишає це право читачеві.
Олег Сенцов розповідає про роботу над двотомником «Хроніка одного голодування. 4 з половиною кроки»:
Цю книгу треба починати читати з оповідань. Це 15 оповідань про інших людей, не про мене. Це реальні історії реальних людей. Вони написані у хронологічному порядку. Але в той же час не прив'язані до місця чи подій, просто історії людей. Читаючи їх, ти розумієш, як влаштована тюрма, як влаштований цей світ, тюремна ієрархія. Це зовсім інший світ, і він дуже відрізняється від цього світу. Це як злітати на іншу планету. Вже прочитавши оповідання, людина, яка ніколи досі нічого не чула про в'язницю, буде мати більш чітке розуміння в цьому питанні. А потім наступними потрібно читати щоденники. У них йде такий суцільний текст, який описує що тоді відбувалось зі мною в часи голодування.  У тексті щоденника нічого не змінилось від часу його написання. Лише деякі слова були розшифровані і будо до них дане пояснення що означає те чи інше слово.